# لیورپول (فیلم ۲۰۱۲)
«لیورپول» (انگلیسی: Liverpool (2012 film)) فیلمی در ژانر کمدی است که در سال ۲۰۱۲ منتشر شد.